# Robert Mazaud

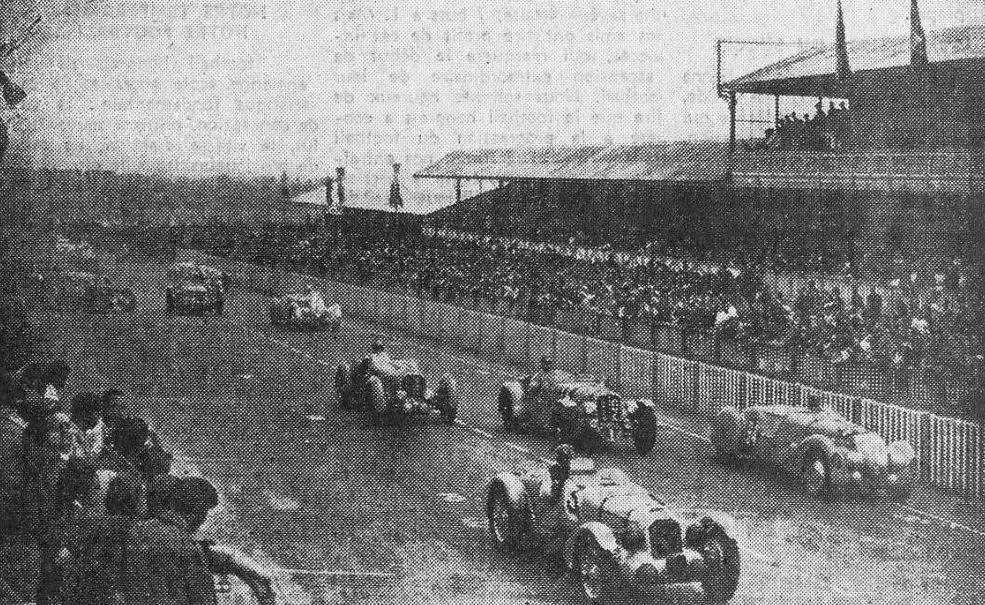
Start zum 24-Stunden-Rennen von Le Mans 1938. Robert Mazaud fährt den Delahaye 135 CS mit der Startnummer 4 (viertes Fahrzeug)

Robert Marcel Mazaud (* 4. August 1902 in Graville-Sainte-Honorine; † 28. Juli 1946 in Nantes) war ein französischer Automobilrennfahrer.

## Karriere
Mit einem Paukenschlag begann die Laufbahn Mazauds 1938, als er auf Anhieb in einem Delahaye ein Sportwagenrennen gewann. Im darauffolgenden Jahr brach er den Rundenrekord beim 24-Stunden-Rennen von Le Mans, ein Ausscheiden verhinderte allerdings einen größeren Erfolg. Der Zweite Weltkrieg brachte ihn, wie so viele andere junge Fahrer, um eine Fortsetzung seiner Karriere, doch schon 1946 bestritt er wieder Rennen auf einem Maserati. Sein größter Erfolg war ein dritter Platz beim Grand Prix von St.-Cloud 1946.
Nur wenige Wochen später verunglückte Mazaud beim Grand Prix von Nantes, bekannt als 1er Prix des 24 Heures du Mans, auf einem Maserati 8CM tödlich, nachdem er mit Maserati von Louis Gérard kollidierte. Er war der erste tödlich verunglückte Rennfahrer in Europa nach dem Ende des Zweiten Weltkriegs.

## Statistik

### Vorkriegs-Grand-Prix-Ergebnisse
| Saison | Team                                             | Wagen          | 1  | 2 | 3  | 4 | Punkte | Position |
| ------ | ------------------------------------------------ | -------------- | -- | - | -- | - | ------ | -------- |
| 1939   | R. Mazaud (privat) / Ecurie Lucy O’Reilly Schell | Delahaye 135CS |    |   |    |   | 24     | 11.      |
| 1939   | R. Mazaud (privat) / Ecurie Lucy O’Reilly Schell | Delahaye 135CS | 5. |   | 6. |   | 24     | 11.      |

| Legende  | Legende                                                                   | Legende                                                                   | Legende   |
| Farbe    | Bedeutung                                                                 | Bedeutung                                                                 | EM-Punkte |
| -------- | ------------------------------------------------------------------------- | ------------------------------------------------------------------------- | --------- |
| Gold     | Sieg                                                                      | Sieg                                                                      | 1         |
| Silber   | 2. Platz                                                                  | 2. Platz                                                                  | 2         |
| Bronze   | 3. Platz                                                                  | 3. Platz                                                                  | 3         |
| Grün     | Klassifiziert, mehr als 75% der Renndistanz zurückgelegt                  | Klassifiziert, mehr als 75% der Renndistanz zurückgelegt                  | 4         |
| Blau     | nicht punkteberechtigt, zwischen 50% und 75% der Renndistanz zurückgelegt | nicht punkteberechtigt, zwischen 50% und 75% der Renndistanz zurückgelegt | 5         |
| Violett  | nicht punkteberechtigt, zwischen 25% und 50% der Renndistanz zurückgelegt | nicht punkteberechtigt, zwischen 25% und 50% der Renndistanz zurückgelegt | 6         |
| Rot      | nicht punkteberechtigt, weniger als 25% der Renndistanz zurückgelegt      | nicht punkteberechtigt, weniger als 25% der Renndistanz zurückgelegt      | 7         |
| Farbe    | Abkürzung                                                                 | Bedeutung                                                                 | EM-Punkte |
| Schwarz  | DSQ                                                                       | disqualifiziert (disqualified)                                            | 8         |
| Weiß     | DNS                                                                       | nicht gestartet (did not start)                                           | 8         |
| Weiß     | DNA                                                                       | nicht erschienen (did not arrive)                                         | 8         |
| sonstige | P/fett                                                                    | Pole-Position                                                             | 8         |
| sonstige | SR/kursiv                                                                 | Schnellste Rennrunde                                                      | 8         |
| sonstige | DNF                                                                       | Rennen nicht beendet (did not finish)                                     | 8         |

### Le-Mans-Ergebnisse
| Jahr | Team          | Fahrzeug       | Teamkollege   | Platzierung | Ausfallgrund |
| ---- | ------------- | -------------- | ------------- | ----------- | ------------ |
| 1938 | Joseph Paul   | Delahaye 135CS | Marcel Mongin | Ausfall     | Wagenbrand   |
| 1939 | Robert Mazaud | Delahaye 135CS | Marcel Mongin | Ausfall     | Wagenbrand   |